# Tocate
Tocate (em turco: Tokat) é uma cidade e distrito do centro-norte da Turquia, capital da província homónima, na região do Mar Negro. O distrito tem 2 003 km² de área e em dezembro de 2021 tinha 204 907 habitantes (densidade: 102,3 hab./km²), dos quais 161 169 na cidade.
No passado chamou-se Doceia (em grego: Δόκ(ε)ια; romaniz.: Dók(e)ia), Eudocíada (em grego: Eυδοκιάδα; romaniz.: Eudokiáda) ou Eudócia (em grego: Ευδοκία; romaniz.: Eudokía, em honra de Élia Eudócia, mãe do imperador romano Teodósio II).[carece de fontes?] Outros de seus nomes gregos foram Tocate (em grego: Τοκάτη; romaniz.: Tokáte) e Tocácio (em grego: Τοκάτιον; romaniz.: Tokation). Em arménio chama-se Եւդոկիա (Eudokia).
Na cidade funciona a Universidade Gaziosmanpaşa, fundada em 1992 e batizada com o nome de um nativo ilustre: Osmã Nuri Paxá, também conhecido como Gazi Osmã Paxá, comandante do exército otomano durante a Guerra da Crimeia.

## História
Tocate foi fundada durante o período hitita], no 2º milénio a.C.}. Durante o reinado de Mitrídates VI do Ponto, foi um dos seus vários redutos na Ásia Menor.
Após a batalha de Manzicerta (1071), ficou sob o controlo do Império Seljúcida, à semelhança do que aconteceu com a maior parte da Ásia Menor. No entanto, depois da morte do sultão seljúcida de Rum Solimão ibne Cutalmiche em 1082, o emir Danismende Gazi, fundador da dinastia danismêndida, tomou o controlo da região a partir da sua base em Sivas. Durante o reinado de Quilije Arslã II (r. 1156–1192), a área voltou a integrar o Sultanato de Rum.
Após a batalha de Köse Dağ (1243), os seljúcidas perderam o controlo de Tocate e o poder foi ocupado por uma série de emires locais como os eretnidas até à chegada dos otomanos, que tomaram a cidade em 1392, durante o reiando de Bajazeto I.

## Monumentos
O principal monumento de Tocate é a cidadela otomana. Com 28 torres, ergue-se numa colina rochosa sobre a cidade. Outros locais de interesse turístico são a Mesquita Ali Paxá, do século XVI e a Madraça Gök (Pervane Bey Darussifasi), construída em 1270. Esta foi uma escola de teologia islâmica e atualmente é um museu onde estão expostos achados arqueológicos feitos na região.
A Latifoglu Konak, uma residência otomana do final do século XVIII, é um belo exemplo de arquitetura barroca otomana. É um edifício de dois andares que foi restaurado e convertido num pequeno museu. Muita da sua mobília, da cozinha, estúdio, quartos de hóspedes com casa de banho, quarto, sala principal e harém, é original.